# آسانسول
شهر آسانسول (به انگلیسی: Asansol) با جمعیت ۴۹۹٫۲۸۶ نفر در ایالت بنگال غربی در کشور هند واقع شده‌است.